# 하알리프 환초

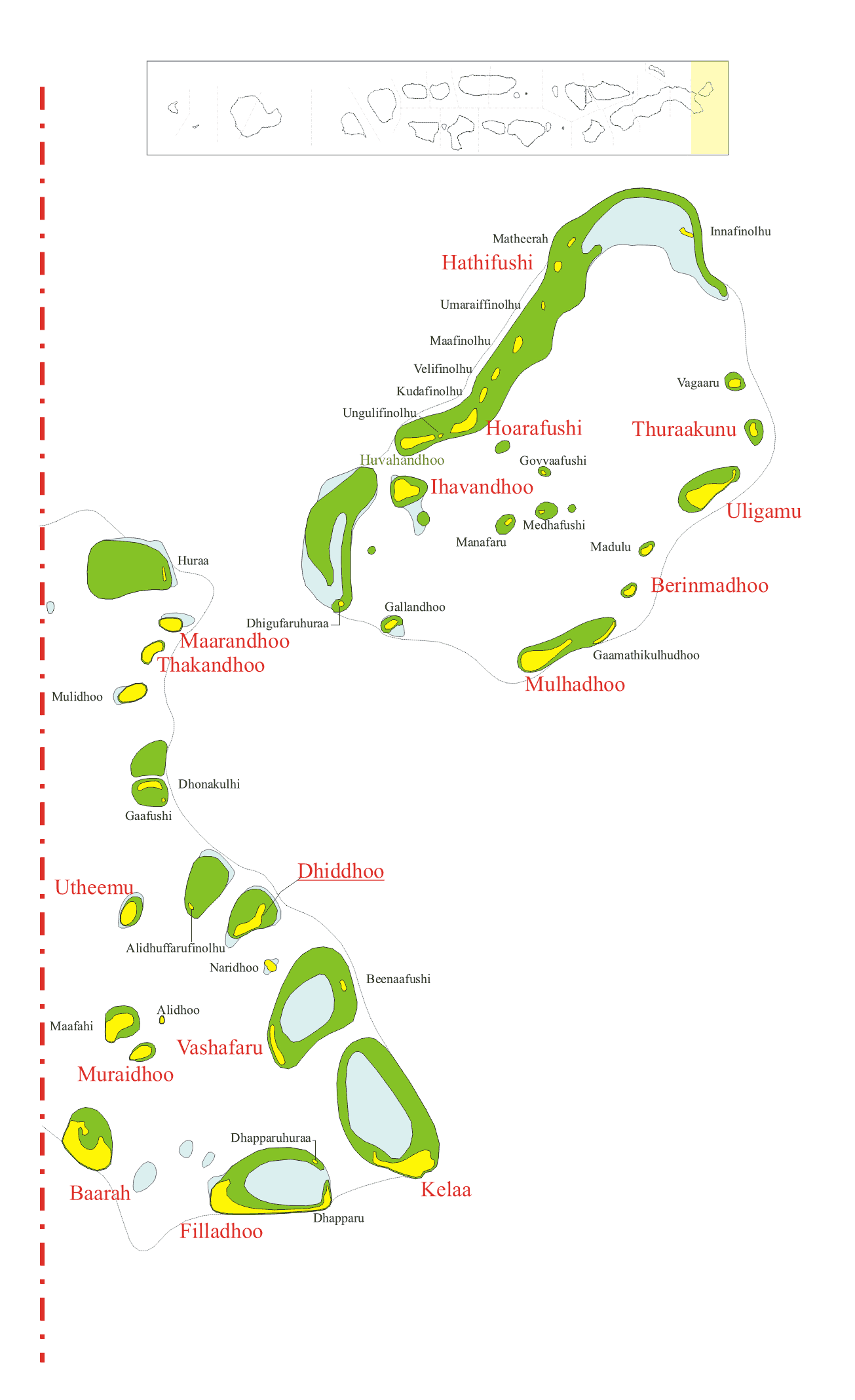
하알리프 환초

하알리프 환초(디베히어: ތިލަދުންމަތީ އުތުރުބުރި, Haa Alif) 또는 틸라둔마티우투루부리 환초(Thiladhunmathi Uthuruburi, 북틸라둔마티 환초)는 몰디브 최북단에 위치한 환초로 행정 중심지는 디두이며 인구는 13,495명(2006년 기준)이다. 43개 섬으로 구성되어 있으며 이 가운데 14개 섬에는 사람이 거주한다.